# シャラモン (ハンガリー王)

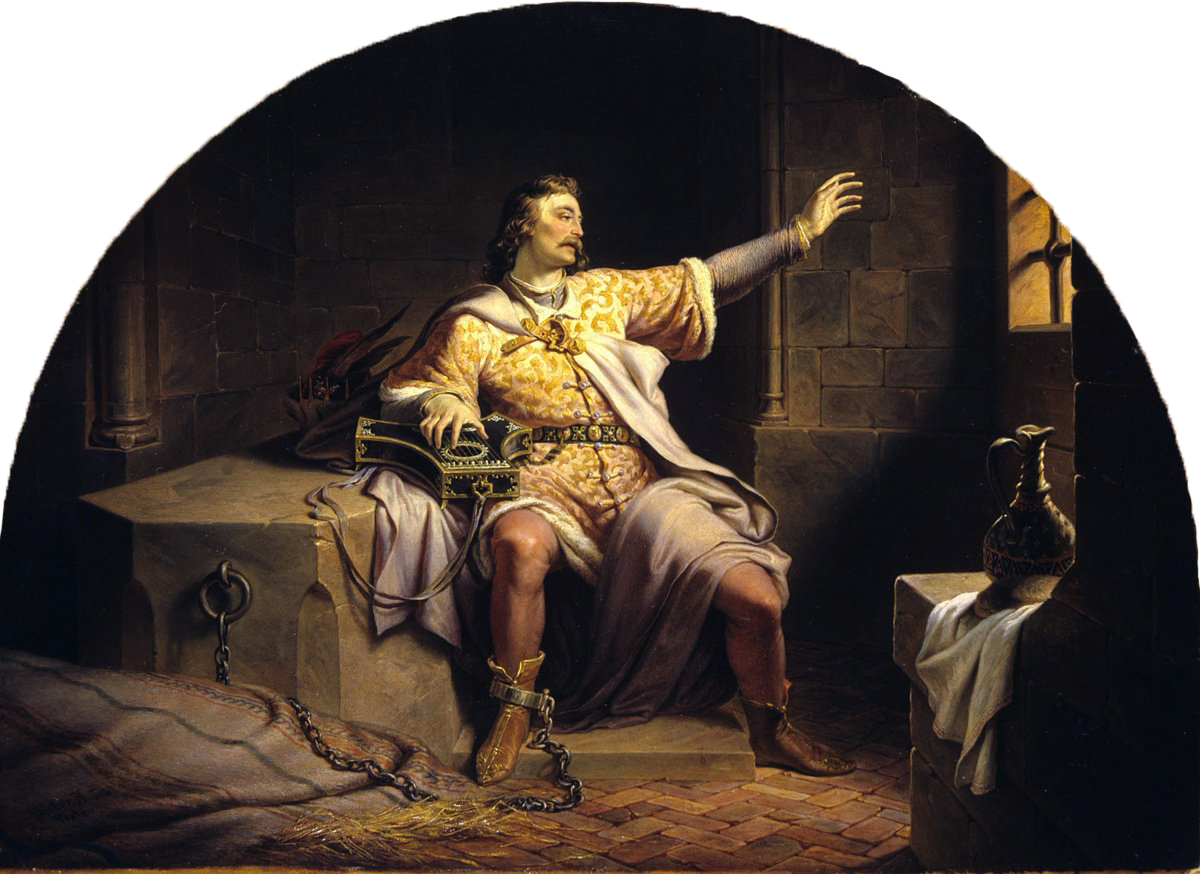
囚われのシャラモン王

シャラモン（ハンガリー語: Salamon, 1053年 - 1087年）は、ハンガリー王（在位：1063年 - 1074年）。

## 生涯
アンドラーシュ1世と妃アナスタシヤ（キエフ大公ヤロスラフ1世の娘）の嫡子として生まれた。彼が生まれる以前は、叔父ベーラ（ベーラ1世）が次の王位に就くと暗黙の了解ができていたが、シャラモンの誕生で事態は急変した。アンドラーシュは自分の息子に王位を継がせることを決めたのである。 
幼児のシャラモンが王位継承者であることが公式に決まると、ベーラは宮廷を去った。1058年にアンドラーシュは神聖ローマ皇帝ハインリヒ4世と和平を結び、その証としてシャラモンと皇妹ユディトを婚約させた。年代記によると、1059年にアンドラーシュは弟ベーラを呼び戻した。彼は弟の前に、王位とローマ教皇の権威を示す王冠と、剣とを並べて見せ、どちらかを選べと命じた。王冠を選ぶこととはすなわち、ベーラの命を意味した。ベーラは剣を選び、ポーランドへ亡命した。1060年、彼はポーランド王ボレスワフ2世の援軍を従え、ハンガリーへ侵攻した。2度の戦いで王軍を撃退し、兄を敗死に追い込んだ。
ベーラの侵攻を前に、アンドラーシュは妻子をオーストリアへ逃れさせていた。3年あまりを皇帝の宮廷で過ごしたシャラモンは、ベーラ1世の死んだ1063年に皇帝軍の支援を受けてハンガリーへ侵攻した。ベーラの息子たち、ゲーザ（のちのゲーザ1世）、ラースロー（のちのラースロー1世）、ランペルトはポーランドへ逃れた。
1063年9月、シャラモンはセーケシュフェヘールヴァールで戴冠し、ユディトと結婚した。皇帝軍がハンガリーを離れると、ポーランド軍を率いた従兄ゲーザ、ラースローらが帰国した。しかし司教らの仲介で内戦は回避され、ゲーザらはシャラモン王の即位に同意し、父ベーラがかつて治めていた公領（王国の3分の1に相当する）を受け取って和解した。和平の締結後に王と従兄らはペーチで復活祭をともに祝っている。しかし、この状態は波乱含みであった。1067年以降、王と従兄らは共同で国内外の事件に戦線をはるようになる。同年、ヴェネツィア共和国の侵攻を受けたクロアチア王国の王ドミタル・ズヴォニミル（ゲーザらの義弟）へ王とゲーザらは援軍を送っている。1068年、ペチェネグ族がトランシルヴァニアを荒らし回ったため、王は共同で戦い勝利を収めている。
1071年、シャラモンは従兄らとともに東ローマ帝国へ遠征を開始した。彼らはベオグラードを包囲し、2ヶ月ののちにこれを陥落させた。ギリシャ人司令官は、王に対してでなくゲーザ公に対して降伏した。公らは王の許しなしにギリシャ人捕虜を解放しさえした。1072年にはベオグラードを東ローマ帝国が再度奪還してしまう。すぐに王と帝国軍を攻めるが、この時にゲーザは弟たちを残してただ一人帰国する。不在時に公領を奪おうとする王の意図を疑ったためという。
1073年以降、シャラモンとゲーザらの戦いは激化した。ゲーザらは従弟にあたるポーランド王、ボヘミア公の支援を求めた。ポーランド軍およびボヘミア軍がハンガリーへ侵攻すると、次第にシャラモンは劣勢に追い込まれ、1074年3月にはモジョロードの戦いで決定的な敗北を喫した。シャラモンは王国の西部国境へ逃れ、ハンガリーの宗主権を持つ義兄ハインリヒ4世の支援を求めた。シャラモンが敗走する最中にゲーザが即位した。マジャル人特有の、男系年長者相続制を支持する貴族らを見方につけてのことだった。8月、皇帝軍がハンガリー北部へ侵攻、ヴァーチにまで達するが、皇帝軍はザクセンで起こった反乱のため撤退を余儀なくされてしまう。この時、シャラモンはポジョニ（現在のブラチスラヴァ）付近を治めているにすぎなかった。
ポジョニを包囲したゲーザ軍を、シャラモン軍が撃退する。この時既にゲーザは病床にあり、自身の退位とシャラモンの再位を受け入れるつもりであったと考えられる。しかし、ゲーザが1077年4月に没すると、その実弟ラースローが王位に就いた。ラースローは1079年にシャラモンの要塞を落とし、皇帝軍を敗走させた。この後皇帝はラースローの王位の正当性を認める。これは皇帝の同盟者であるローマ教皇グレゴリウス7世の支持をも失ったことを意味した。シャラモンはラースローの正当性を認めて1081年に退位し、見返りとして多くの所領を獲得した。
ところが、シャラモンは王座へ返り咲く望みを捨てなかった。彼はラースロー殺害の陰謀を企んだ容疑で捕らえられ、監禁された。1083年8月、イシュトヴァーン1世の列聖が行われると、シャラモンは恩赦で自由の身となった。
彼はレーゲンスブルクへ逃れ、義兄ハインリヒ4世の軍事支援を求めたが失敗してしまう。この後、彼は流浪の身に落ちる。シャラモンは、モルダヴィア地方に定住したペチェネグ族の長クテシュクと同盟し、彼の娘と結婚した。この時最初の妃ユディトと結婚している状態であった（1年以上前に、ユディトは兄の元へ帰っていた）。シャラモンは、義父の軍事援助と引き替えに自分の王国の領土を与えることを約束していた。彼はペチェネグ族を率いてハンガリーと戦い、1085年にはラースローによって打ち負かされている。
1087年、シャラモンはペチェネグ族の東ローマ帝国への遠征に参加し、アドリアノープル近郊の戦いで戦死した。年代記では異説を伝えており、シャラモンは戦場から落ち延び、ダルマチアのプーラへ逃れて余生を一修道僧として生きたという。